# Ekron (Kentucky)
Ekron es una ciudad ubicada en el condado de Meade en el estado estadounidense de Kentucky. En el Censo de 2010 tenía una población de 135 habitantes y una densidad poblacional de 457,23 personas por km².

## Geografía
Ekron se encuentra ubicada en las coordenadas 37°55′51″N 86°10′39″O / 37.93083, -86.17750. Según la Oficina del Censo de los Estados Unidos, Ekron tiene una superficie total de 0.3 km², de la cual 0.3 km² corresponden a tierra firme y (0%) 0 km² es agua.

## Demografía
Según el censo de 2010, había 135 personas residiendo en Ekron. La densidad de población era de 457,23 hab./km². De los 135 habitantes, Ekron estaba compuesto por el 86.67% blancos, el 1.48% eran afroamericanos, el 1.48% eran amerindios, el 1.48% eran asiáticos, el 0% eran isleños del Pacífico, el 0% eran de otras razas y el 8.89% pertenecían a dos o más razas. Del total de la población el 0.74% eran hispanos o latinos de cualquier raza.